# Streitkräfte Venezuelas
Die Streitkräfte Venezuelas (spanisch Fuerza Armada Nacional Bolivariana, kurz FANB)  umfassten im Jahr 2021 etwa 123.000 aktive Soldaten und 220.000 paramilitärische Angehörige, welche sich in verschiedene Teilstreitkräfte gliedern. Ihre Aufgaben sind die Landesverteidigung, Search and Rescue, Katastrophenschutz sowie Bekämpfung von Drogenkriminalität. Oberbefehlshaber der FANB ist der jeweilige venezolanische Präsident. Strategisch operativer Befehlshaber der FANB ist der Verteidigungsminister, aktuell Vladimir Padrino López. Aufgrund der wechselhaften politischen Lagen in den vergangenen Jahren ändert sich die Struktur, insbesondere die Personalstärke, des Militärs und auch paramilitärischer Organisationen häufig.

## Organisation

### Heer

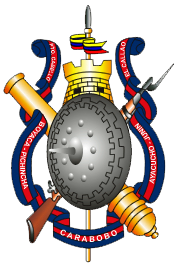
Emblem des Heeres

Im venezolanischen Heer (Ejército Bolivariano) dienen rund 63.000 aktive Soldaten und etwa 8.000 Reservisten. Die Landstreitkräfte werden vom Generalmajor Félix Ramón Osorio Guzmán geleitet und haben ihren Hauptsitz in Caracas. Die Teilstreitkraft besteht aus einer Panzerdivision, einer motorisierten Infanteriedivision, vier Infanteriedivisionen, einer Pioniertruppe, einer Logistiktruppe und den Heeresfliegern.

### Marine

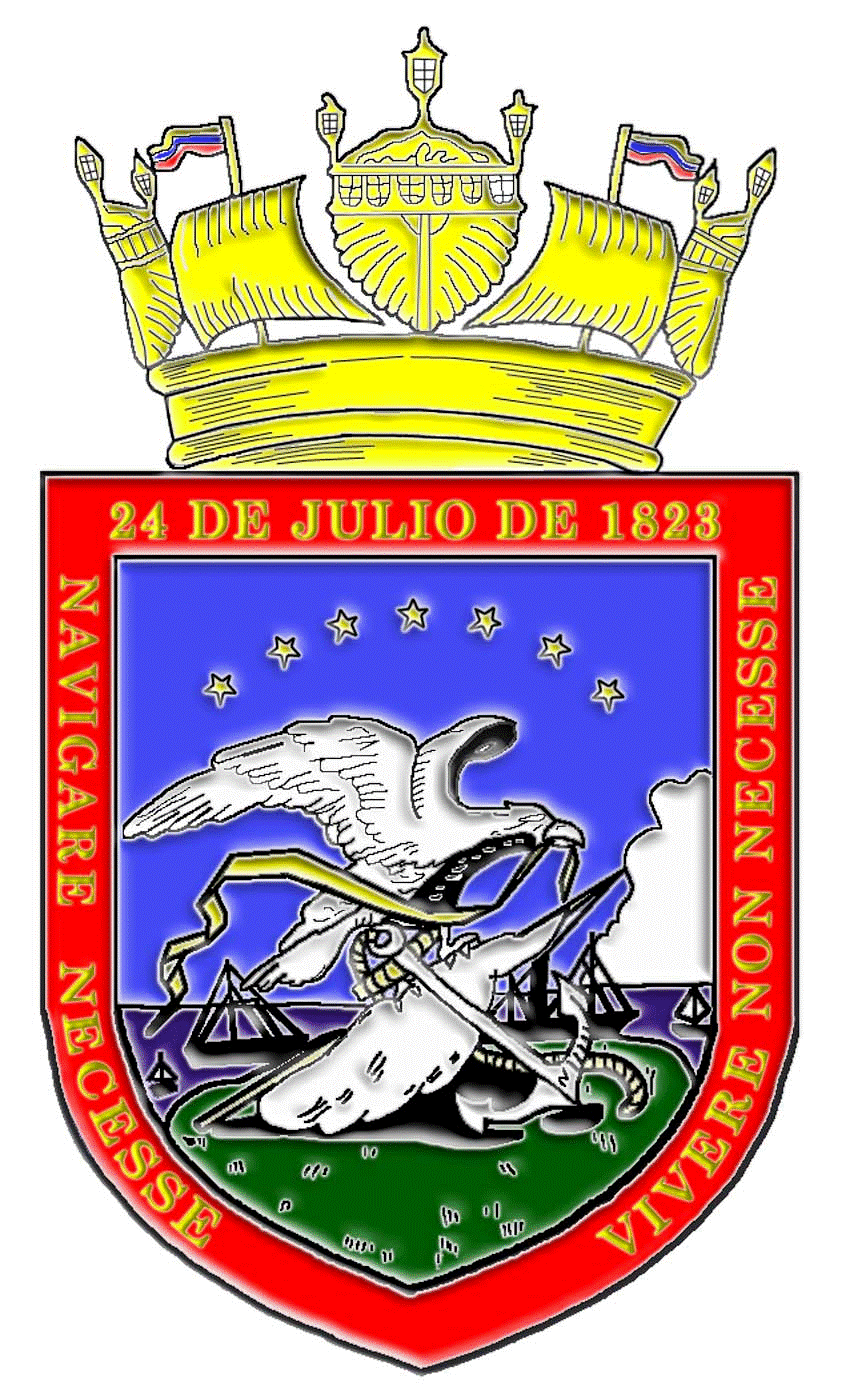
Emblem der Marine

Die Marine (Armada Bolivariana) verfügt über 25.500 Angehörige und wird vom Admiral Aníbal José Brito Hernández geführt. Die Marine hat, wie das Heer, ihren Hauptsitz in Caracas und verfügt über Marinefliegern und einer Marineinfanterie. Die Marineinfanterie ist in sieben amphibische Brigaden, einem Pionierbataillon, einer Militärpolizei und einem Logistikbataillon gegliedert.

### Luftstreitkräfte

Emblem der Luftstreitkräfte

Die Luftstreitkräfte (Aviación Militar Bolivariana) haben eine Personalstärke von 11.500 Soldaten und werden vom Generalmajor Santiago Alejandro Infante Itriago geleitet.

### Sonstige
Neben den klassischen drei Teilstreitkräften existieren noch folgende militärische Organisationen:
- Nationalgarde (Guardia Nacional Bolivariana)
  - ca. 23.000 Angehörige, gemäß Verfassung Militärkorps mit Polizeifunktion
- Nationale Miliz (Milicia Bolivariana)
  - ca. 220.000 Angehörige
- Ehrengarde des Präsidenten
  - Repräsentative Aufgaben und verantwortlich für die Sicherheit des Präsidenten und seiner Familie, ca. 1.500–5.000 Angehörige
- Militärgeheimdienst (Dirección General de Inteligencia Militar)

## Ausrüstung

### Heer
Dem Heer stehen folgende Ausrüstungsgegenstände zur Verfügung:

#### Fahrzeuge

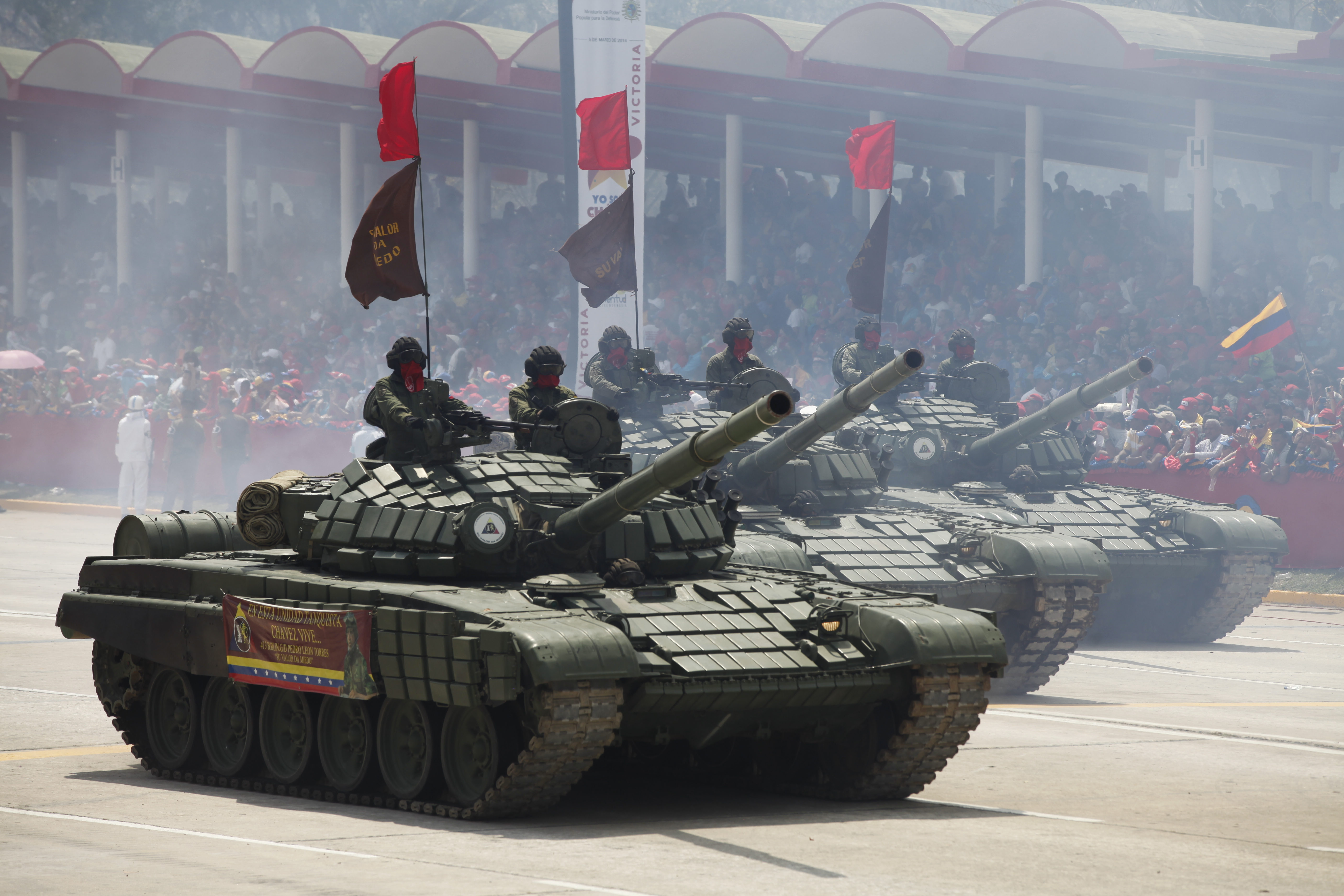
T-72 bei einer Parade in Caracas

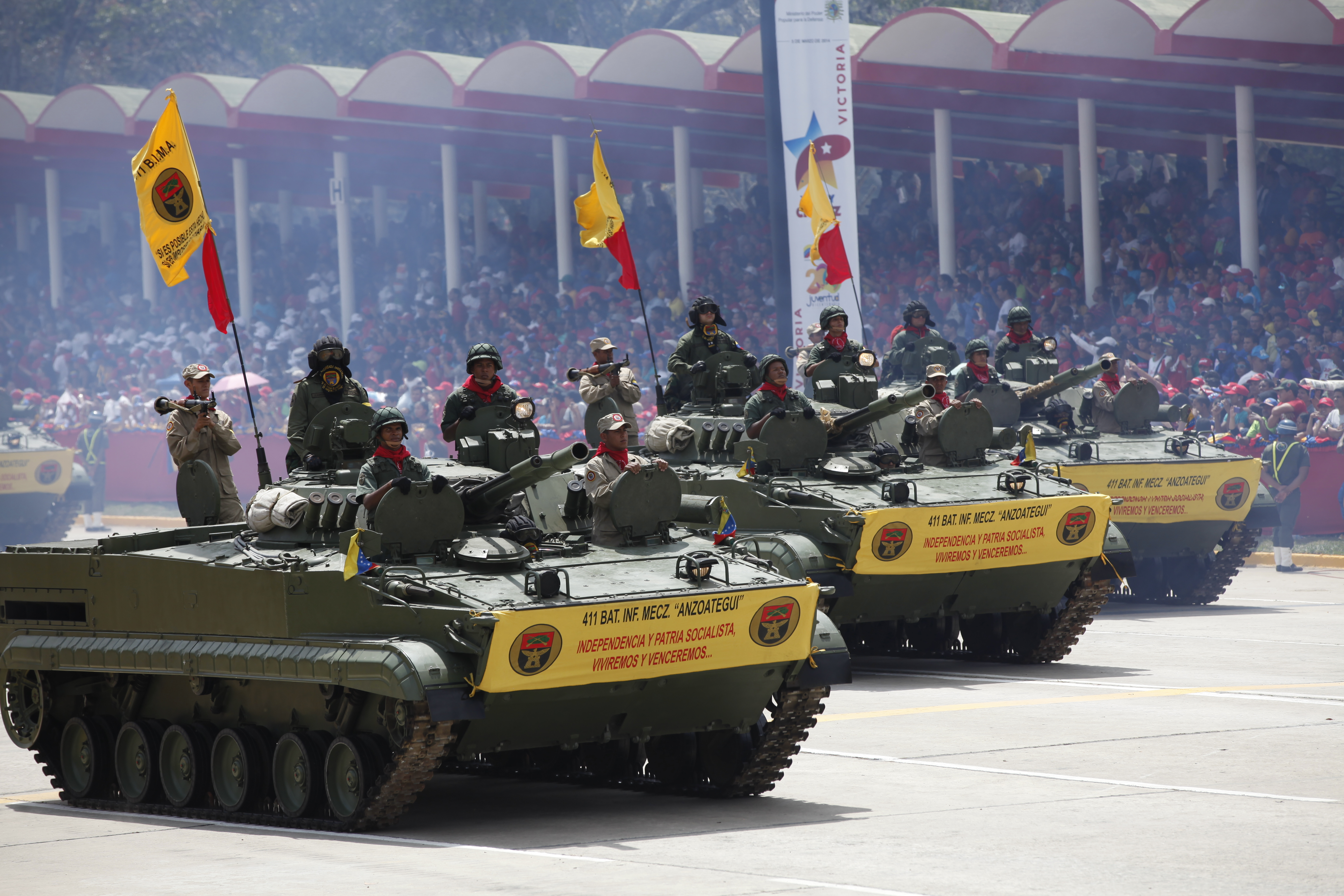
BMP-3 bei einer Parade in Caracas

| Typ         | Herkunft               | Funktion                                                     | Version        | Anzahl |
| ----------- | ---------------------- | ------------------------------------------------------------ | -------------- | ------ |
| AMX-30      | Frankreich             | KampfpanzerBergepanzer                                       | AMX-30VAMX-30D | 813    |
| T-72        | Sowjetunion            | Kampfpanzer                                                  | T-72B1         | 92     |
| AMX-13      | Frankreich             | Leichter Panzer                                              |                | 31     |
| Scorpion    | Vereinigtes Königreich | Leichter Panzer                                              | Scorpion-90    | 78     |
| Dragoon 300 | Vereinigte Staaten     | SpähpanzerMannschaftstransporterBergepanzer                  | LFV2?RV        | 42362  |
| M706        | Vereinigte Staaten     | Spähpanzer                                                   | V-100V-150     | 79     |
| BMP-3       | Sowjetunion            | Schützenpanzer                                               |                | 123    |
| BTR-80      | Sowjetunion            | Schützenpanzer                                               | BTR-80A        | 114    |
| AMX-VCI     | Frankreich             | MannschaftstransporterKommando-StabsfahrzeugAmbulanzfahrzeug | VCIPCVCTB      | 25128  |
| BREM-1      | Sowjetunion            | Bergepanzer                                                  |                |        |
| Samson      | Vereinigtes Königreich | Bergepanzer                                                  |                |        |
| Leguan      | Deutschland            | Brückenlegepanzer                                            |                |        |
| Fuchs       | Deutschland            | ABC-Abwehrfahrzeug                                           |                | 10     |

#### Artillerie
| Typ                       | Herkunft           | Funktion                 | Version | Anzahl |
| ------------------------- | ------------------ | ------------------------ | ------- | ------ |
| 2S23                      | Sowjetunion        | 120-mm-Selbstfahrlafette |         | 13     |
| 2S19                      | Sowjetunion        | 152-mm-Selbstfahrlafette |         | 49     |
| Mk F3                     | Frankreich         | 155-mm-Selbstfahrlafette |         | 12     |
| M101                      | Vereinigte Staaten | 105-mm-Haubitze          | A1      | 40     |
| Gebirgshaubitze Modell 56 | Italien            | 105-mm-Haubitze          |         | 40     |
| M114                      | Vereinigte Staaten | 155-mm-Haubitze          | A1      | 12     |
| BM-21                     | Sowjetunion        | 122-mm-Raketenwerfer     |         | 24     |
| LAR-160                   | Israel             | 160-mm-Raketenwerfer     |         | 20     |
| BM-30                     | Sowjetunion        | 300-mm-Raketenwerfer     |         | 12     |
| Dragoon 300               | Vereinigte Staaten | 81-mm-Panzermörser       | PM      | 21     |
| AMX-VCI                   | Frankreich         | 81-mm-Panzermörser       | VTT     |        |
| Thomson-Brandt            | Frankreich         | 120-mm-Mörser            |         | 60     |
| 2S12 Sani                 | Sowjetunion        | 120-mm-Mörser            |         | 48     |

#### Panzerabwehrwaffen
| Typ         | Herkunft           | Funktion                | Version | Anzahl |
| ----------- | ------------------ | ----------------------- | ------- | ------ |
| MAPATS      | Israel             | Panzerabwehrlenkwaffe   |         |        |
| M40         | Vereinigte Staaten | Rückstoßfreies Geschütz | A1      | 175    |
| M18 Hellcat | Vereinigte Staaten | Panzerjäger             |         | 75     |

#### Luftfahrzeuge

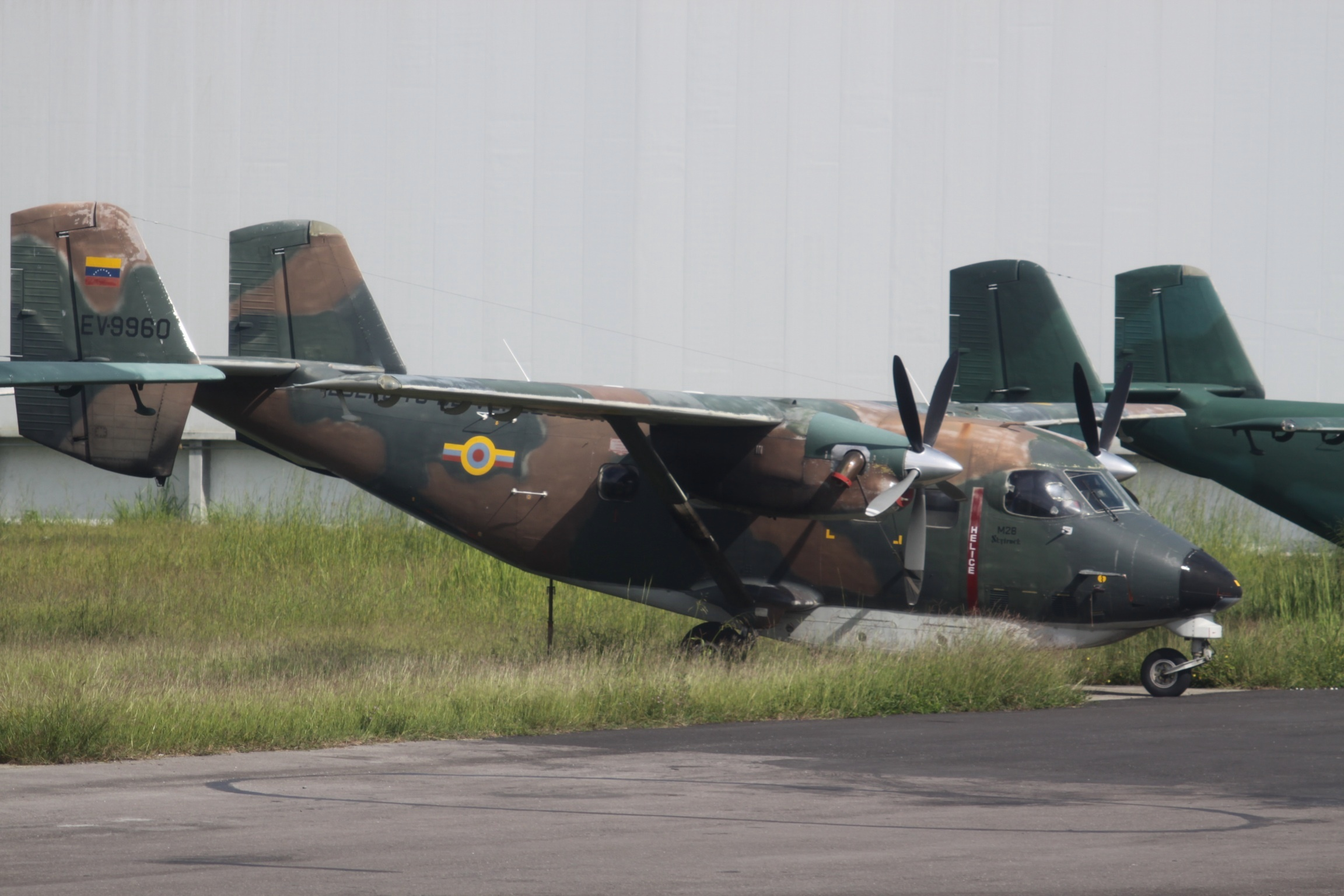
PZL M28 Skytruck

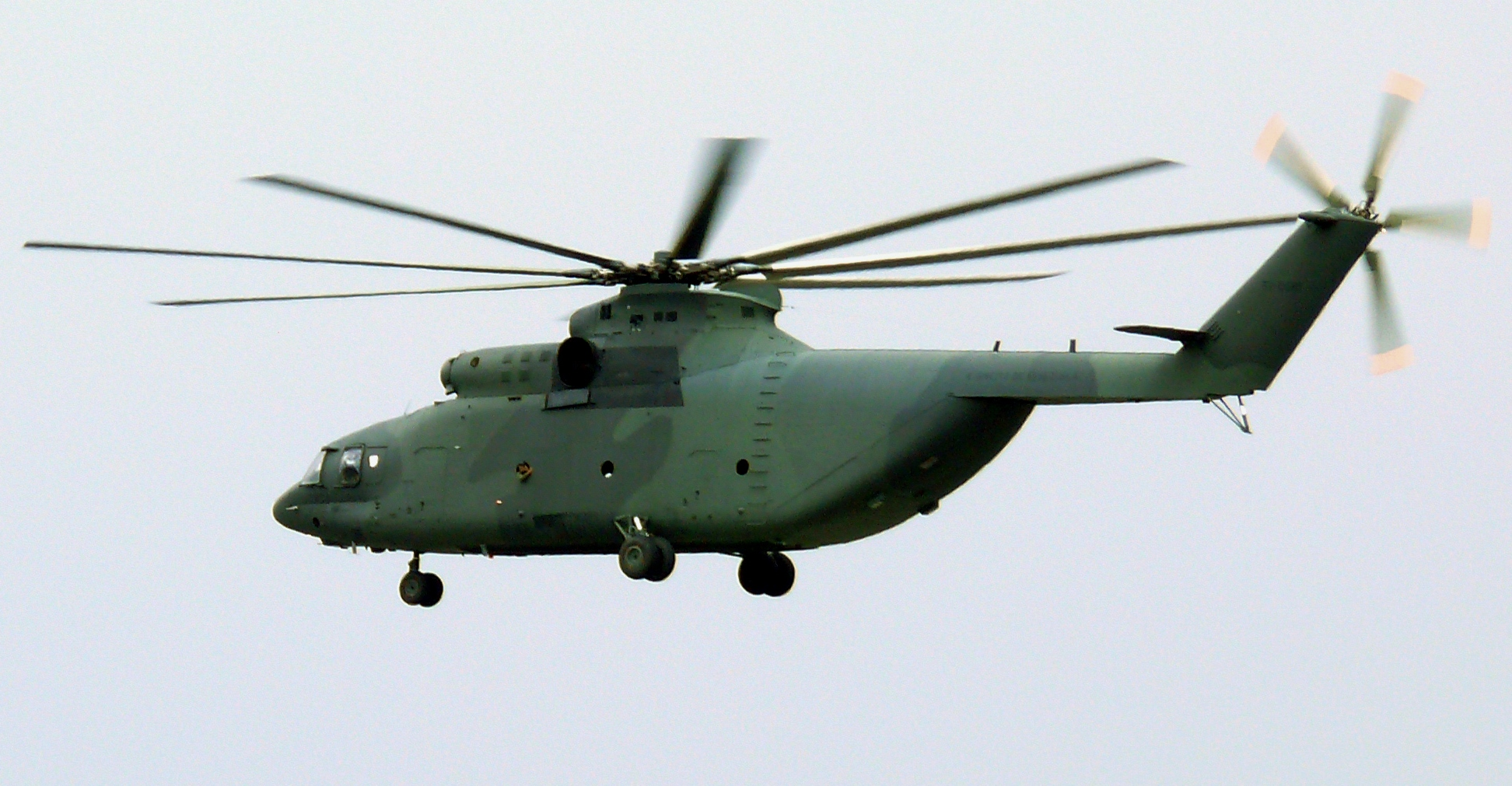
Mil Mi-26 des venezolanischen Heeres

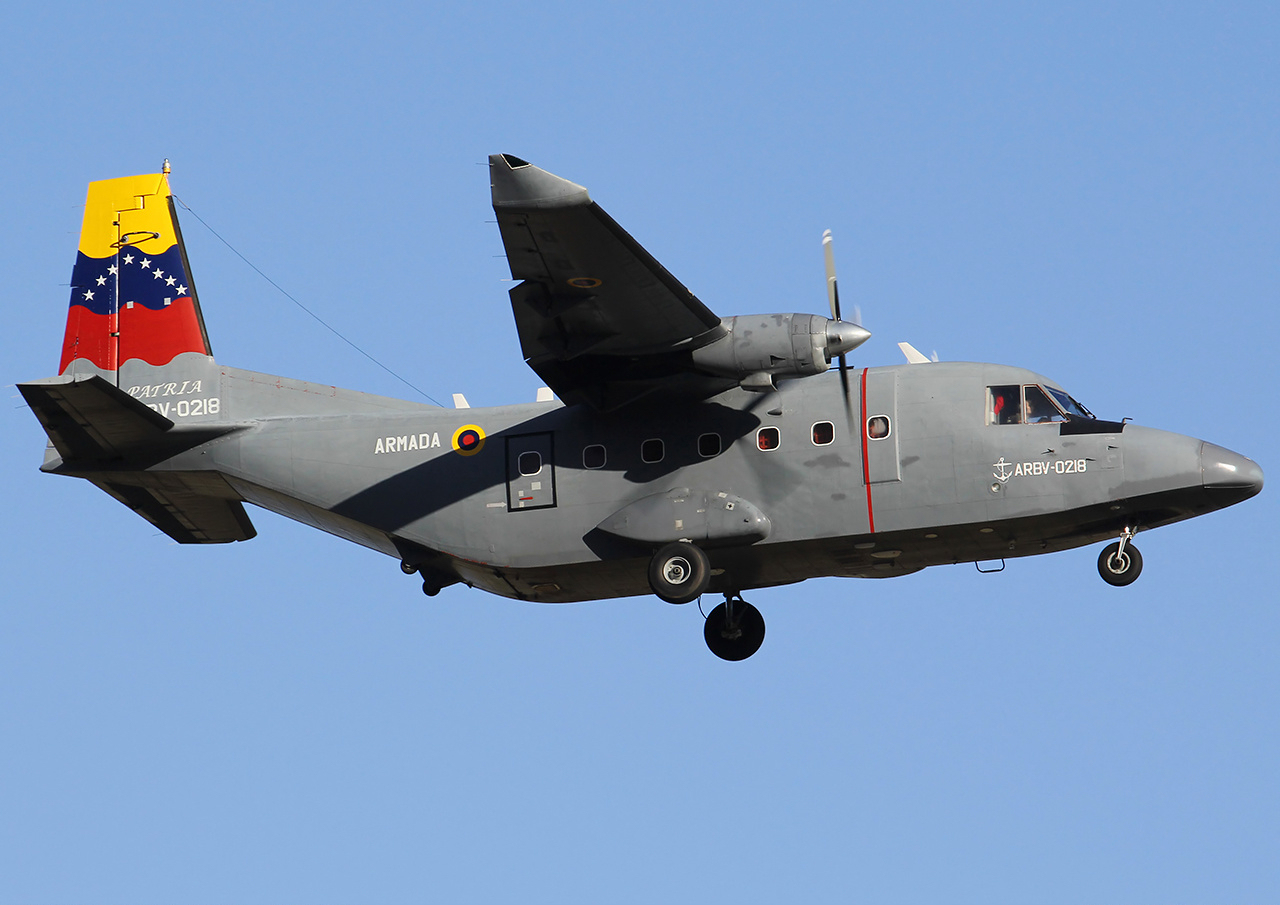
CASA C-212 der Marine

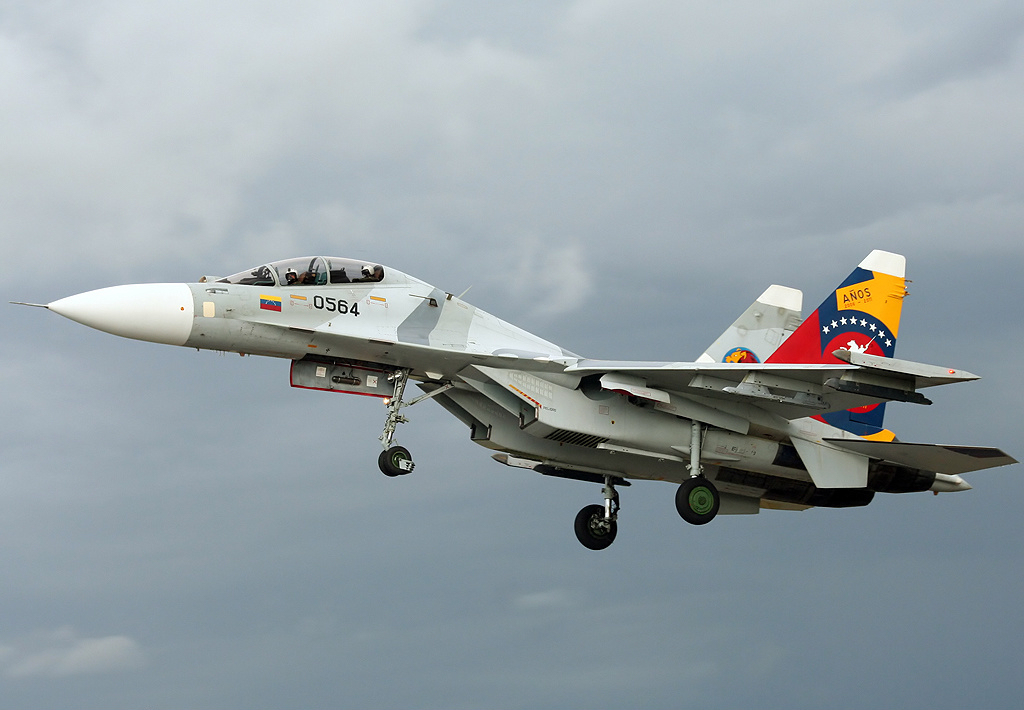
Suchoi Su-30 der venezolanischen Luftstreitkräfte

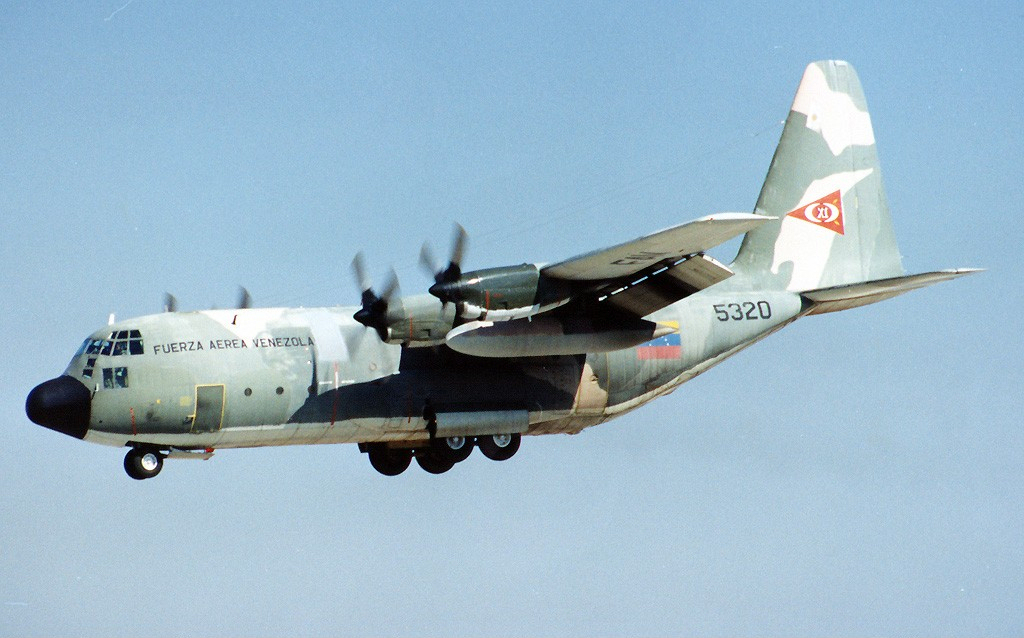
C-130H Hercules

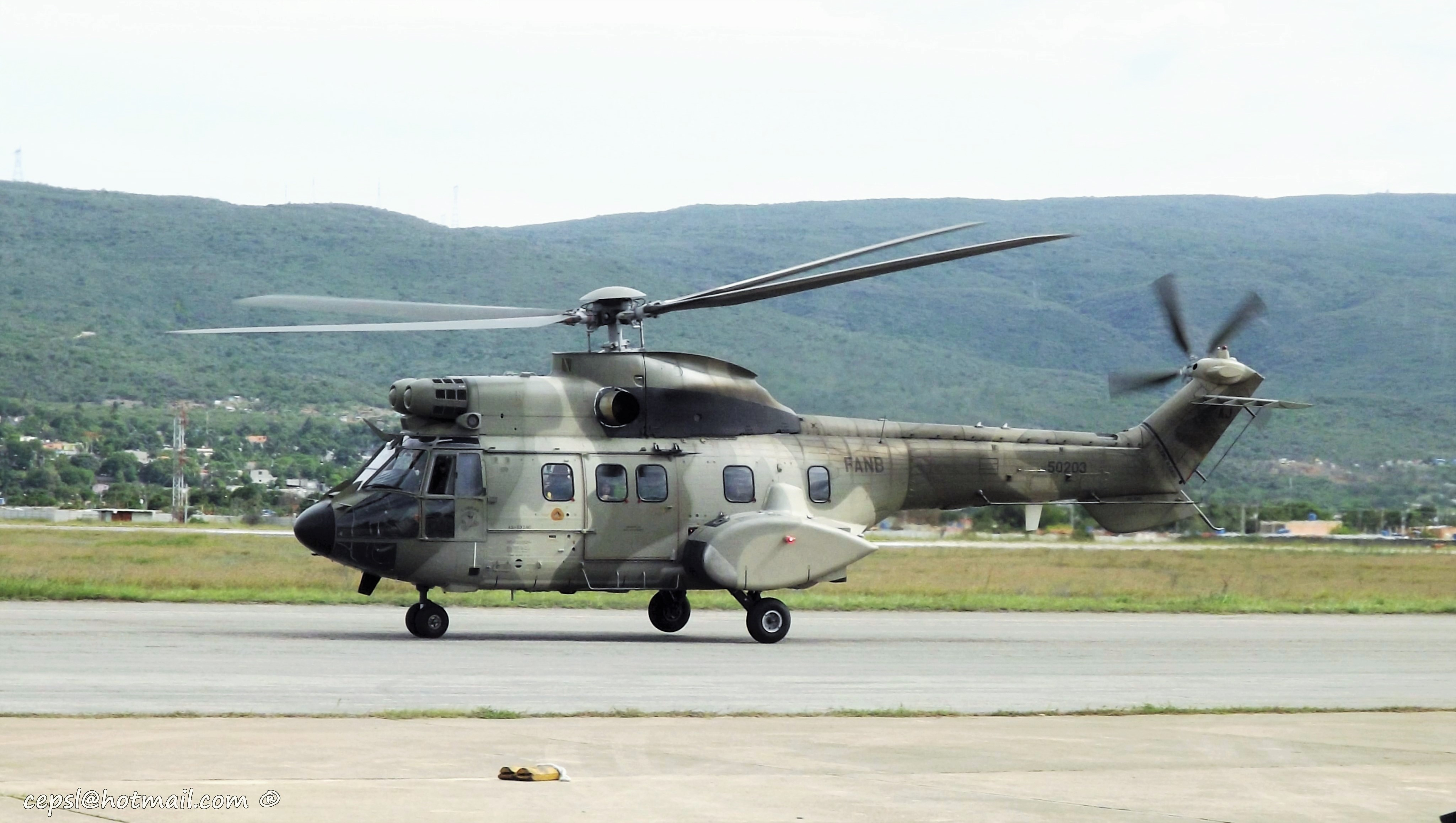
Aérospatiale AS 332 auf einem Flugplatz in Barquisimeto

| Typ                 | Herkunft           | Funktion              | Version      | Anzahl    |
| Flugzeuge           | Flugzeuge          | Flugzeuge             | Flugzeuge    | Flugzeuge |
| ------------------- | ------------------ | --------------------- | ------------ | --------- |
| PZL M28 Skytruck    | Polen              | Transportflugzeug     |              | 11        |
| IAI Arava           | Israel             | Transportflugzeug     |              | 4         |
| Beechcraft King Air | Vereinigte Staaten | Transportflugzeug     | King Air 200 |           |
| Hubschrauber        |                    |                       |              |           |
| Bell 206            | Vereinigte Staaten | Mehrzweckhubschrauber |              | 2         |
| Bell 412            | Vereinigte Staaten | Mehrzweckhubschrauber |              | 9         |
| Mil Mi-8            | Sowjetunion        | Mehrzweckhubschrauber | Mi-17        | 21        |
| Mil Mi-26           | Sowjetunion        | Transporthubschrauber |              | 3         |
| Mil Mi-24           | Sowjetunion        | Kampfhubschrauber     | Mi-35        | 10        |
| Agusta Sea King     | Italien            | U-Jagdhubschrauber    | ASH-3D       | 3         |

### Marine
Der venezolanische Marine stehen folgende Schiffe, Luftfahrzeuge und Waffensysteme zur Verfügung:

#### U-Boote
| Klasse     | Bild | Herkunft    | Anzahl | Einheiten     | Einheiten | Anmerkungen                                                                    |
| Klasse     | Bild | Herkunft    | Anzahl | Name          | Kennung   | Anmerkungen                                                                    |
| ---------- | ---- | ----------- | ------ | ------------- | --------- | ------------------------------------------------------------------------------ |
| Klasse 209 |      | Deutschland | 2      | Sábalo Carite | S31 S32   | Eines der Boote wird gerade instand gesetzt, das andere ist nicht einsatzfähig |

#### Fregatten und Patrouillenboote
| Klasse       | Bild | Herkunft               | Anzahl | Einheiten                                                      | Einheiten                     | Anmerkungen                                                                                                |
| Klasse       | Bild | Herkunft               | Anzahl | Name                                                           | Kennung                       | Anmerkungen                                                                                                |
| ------------ | ---- | ---------------------- | ------ | -------------------------------------------------------------- | ----------------------------- | --- |
| Lupo         |      | Italien                | 2      | Mariscal Sucre Almirante Brión                                 | F21 F22                       | Ein weiteres Schiff ist nicht Einsatzfähig                                                                 |
| Guaiquerí    |      | Spanien                | 3      | Guaiquerí Yecuana Kariña                                       | PC21 PC23 PC24                | Das zweite Schiff die Warao (PC22) strandete 2012 vor Brasilien und wurde außer Dienst gestellt            |
|              |      | Vereinigtes Königreich | 6      | Constitución Federación Independencia Libertad Patria Victoria | PC11 PC12 PC13 PC14 PC15 PC16 | |
| Guaicamacuto |      | Spanien                | 4      | Guaicamacuto Yaviré Naiguatá Comandante eterno Hugo Chávez     | GC-21 GC-22 GC-23 GC-24       | Die Naiguatá (GC-23) ist nach einer Kollision mit dem Kreuzfahrtschiff Heritage Adventurer 2020 gesunken.} |

#### Landungsschiffe
| Klasse | Bild | Herkunft           | Anzahl | Einheiten                          | Einheiten       | Anmerkungen |
| Klasse | Bild | Herkunft           | Anzahl | Name                               | Kennung         | Anmerkungen |
| ------ | ---- | ------------------ | ------ | ---------------------------------- | --------------- | ----------- |
|        |      | Südkorea           | 4      | Capana Esequibo Goajira Los Llanos | T61 T62 T63 T64 |             |
|        |      | Vereinigte Staaten | 2      | Margarita La Orchilla              | T71 T72         |             |

#### Hilfsschiffe
| Klasse | Bild | Herkunft    | Funktion          | Anzahl | Schiffe                                        | Schiffe         | Anmerkungen |
| Klasse | Bild | Herkunft    | Funktion          | Anzahl | Name                                           | Kennung         | Anmerkungen |
| ------ | ---- | ----------- | ----------------- | ------ | ---------------------------------------------- | --------------- | ----------- |
|        |      | Spanien     | Forschungsschiff  | 1      | Punta Brava                                    | BO11            |             |
|        |      | Deutschland | Forschungsschiff  | 2      | Gabriela Lely                                  | LH11 LH12       |             |
|        |      | Südkorea    | Tanker            | 1      | Ciudad Bolívar                                 | T81             |             |
|        |      | Kuba        | Versorgungsschiff | 4      | Los Frailes Los Testigos Los Roques Los Monjes | T91 T92 T93 T94 |             |
|        |      |             | Schlepper         | 1      | Almirante Franciso de Miranda                  | RA11            |             |
|        |      | Spanien     | Schulschiff       | 1      | Simón Bolívar                                  | BE11            |             |

#### Luftfahrzeuge
| Typ                 | Herkunft            | Funktion                          | Version                 | Anzahl    | Bestellt  | Anmerkungen                      |
| Flugzeuge           | Flugzeuge           | Flugzeuge                         | Flugzeuge               | Flugzeuge | Flugzeuge | Flugzeuge                        |
| ------------------- | ------------------- | --------------------------------- | ----------------------- | --------- | --------- | -------------------------------- |
| CASA C-212          | Spanien             | SeefernaufklärerTransportflugzeug |                         | 23        |           |                                  |
| Cessna 208          | Vereinigte Staaten  | Transportflugzeug                 |                         | 1         |           |                                  |
| Beechcraft King Air | Vereinigte Staaten  | Transportflugzeug                 | King Air 90King Air 200 | 2         |           |                                  |
| Aero Commander 500  | Vereinigte Staaten  | Transportflugzeug                 | Turbo Commander         | 1         |           |                                  |
| Hubschrauber        |                     |                                   |                         |           |           |                                  |
| Bell 206            | Vereinigte Staaten  | Schulungshubschrauber             |                         | 2         |           |                                  |
| Bell 212Bell 412    | Vereinigte Staaten  | Mehrzweckhubschrauber             |                         | 8         |           |                                  |
| Mil Mi-8            | Sowjetunion         | Mehrzweckhubschrauber             | Mi-17                   | 6         |           |                                  |
| Harbin Z-9          | Volksrepublik China | Mehrzweckhubschrauber             |                         |           | 8         | Lizenzbau vom Eurocopter Dauphin |

#### Marineinfanterie

##### Fahrzeuge
| Typ                        | Herkunft            | Funktion                               | Version          | Anzahl |
| -------------------------- | ------------------- | -------------------------------------- | ---------------- | ------ |
| Typ 05                     | Volksrepublik China | SchwimmpanzerSchützenpanzerBergepanzer | VN16VN18VN16 ARV | 101    |
| Typ 08                     | Volksrepublik China | Schützenpanzer                         | VN1              | 11     |
| EE-11 Urutu                | Brasilien           | Mannschaftstransporter                 |                  | 37     |
| Assault Amphibious Vehicle | Vereinigte Staaten  | MannschaftstransporterPionierpanzer    | LVTP-7AAVR-7     | 111    |

##### Waffensysteme

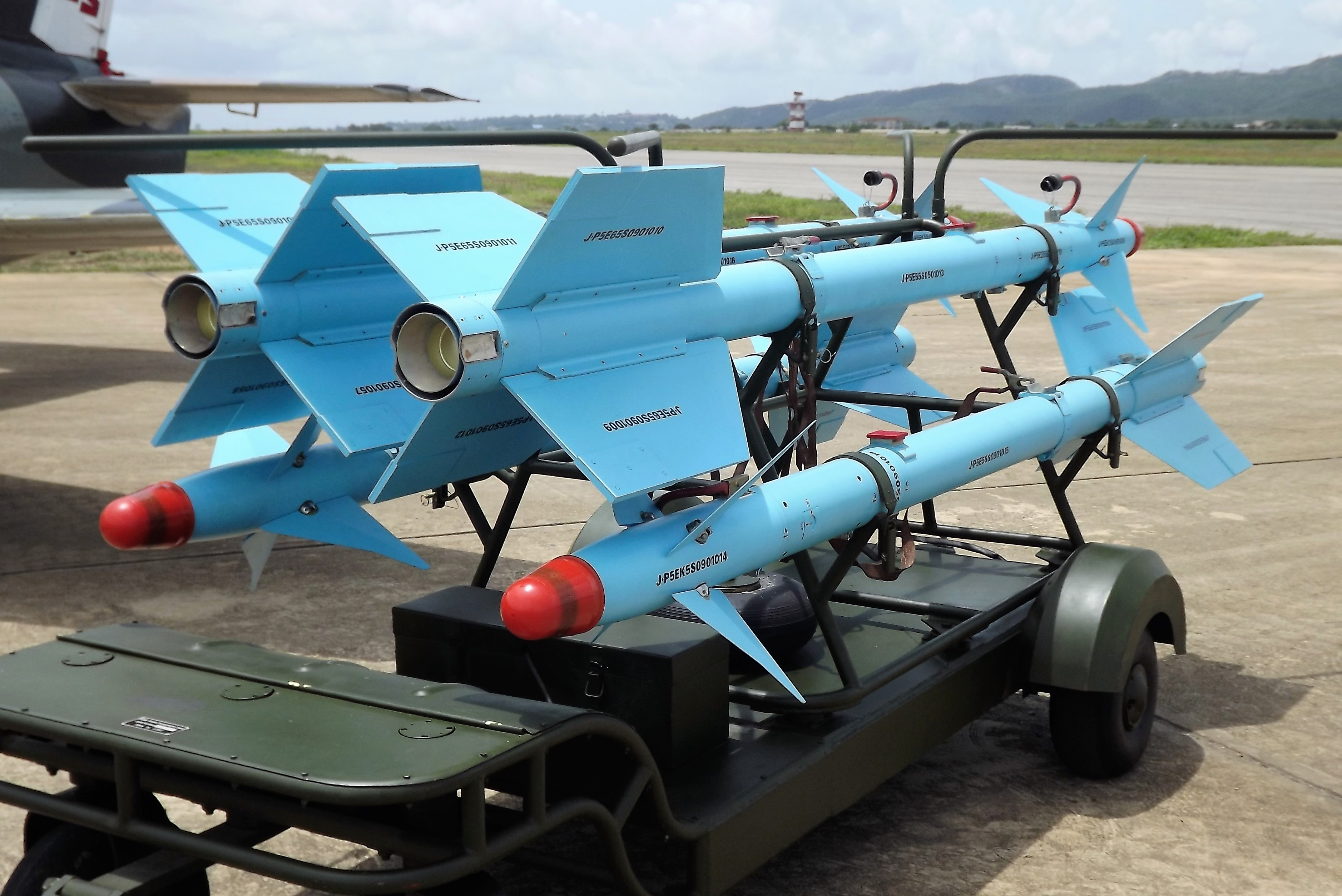
Chinesische PL-5 Raketen

| Typ                       | Herkunft           | Funktion                            | Version | Anzahl |
| ------------------------- | ------------------ | ----------------------------------- | ------- | ------ |
| FFV Carl Gustaf           | Schweden           | Rückstoßfreie Panzerabwehrhandwaffe |         |        |
| M40                       | Vereinigte Staaten | Rückstoßfreies Geschütz             | M40A1   |        |
| Gebirgshaubitze Modell 56 | Italien            | 105-mm-Haubitze                     |         | 18     |
| Thomson-Brandt            | Frankreich         | 120-mm-Mörser                       |         | 12     |

##### Sonstiges
Des Weiteren verfügt die venezolanische Marineinfanterie über 23 kleinere Patrouillenboote und 14 Landungsboote.

### Luftstreitkräfte
Die Luftstreitkräfte verfügen über folgende Ausrüstung:

#### Luftfahrzeuge
| Typ                            | Herkunft                          | Funktion                   | Version                  | Anzahl         | Bestellt       | Anmerkungen               |
| Kampfflugzeuge                 | Kampfflugzeuge                    | Kampfflugzeuge             | Kampfflugzeuge           | Kampfflugzeuge | Kampfflugzeuge | Kampfflugzeuge            |
| ------------------------------ | --------------------------------- | -------------------------- | ------------------------ | -------------- | -------------- | ------------------------- |
| F-5 Freedom Fighter            | Vereinigte Staaten                | Jagdflugzeug               | F-5A                     | 6              |                |                           |
| F-16 Fighting Falcon           | Vereinigte Staaten                | Mehrzweckkampfflugzeug     | F-16A                    | 16             |                |                           |
| Suchoi Su-30                   | Russland                          | Mehrzweckkampfflugzeug     |                          | 22             |                |                           |
| Flugzeuge für Spezialmissionen |                                   |                            |                          |                |                |                           |
| Fairchild Swearingen Metro     | Vereinigte Staaten                | Elektronische Kampfführung | Merlin IV                | 1              |                |                           |
| Boeing 707                     | Vereinigte Staaten                | Tankflugzeug               |                          | 1              |                |                           |
| Transportflugzeuge             |                                   |                            |                          |                |                |                           |
| C-130 Hercules                 | Vereinigte Staaten                | Militärischer Transporter  | C-130H                   | 3              |                |                           |
| Cessna 208 Caravan             | Vereinigte Staaten                | Transportflugzeug          |                          | 4              |                |                           |
| Cessna Citation II             | Vereinigte Staaten                | Transportflugzeug          | II/SP                    | 1              |                |                           |
| Dornier 228                    | Deutschland                       | Transportflugzeug          |                          | 3              |                |                           |
| Beechcraft King Air            | Vereinigte Staaten                | Transportflugzeug          | King Air 200King Air 350 | 5              |                |                           |
| Fairchild Swearingen Metro     | Vereinigte Staaten                | Transportflugzeug          | Merlin IV                | 1              |                |                           |
| Short 360                      | Vereinigtes Königreich            | Transportflugzeug          |                          | 2              |                |                           |
| Shaanxi Y-8                    | Volksrepublik China               | Transportflugzeug          |                          | 8              |                |                           |
| Schulflugzeuge                 |                                   |                            |                          |                |                |                           |
| Diamond DA42 Twin Star         | Österreich                        | Leichtes Trainingsflugzeug |                          | 6              |                |                           |
| Embraer EMB 312 Tucano         | Brasilien                         | Schulflugzeug              |                          | 18             |                |                           |
| Aermacchi SF-260               | Italien                           | Schulflugzeug              |                          | 12             |                |                           |
| F-16 Fighting Falcon           | Vereinigte Staaten                | Strahltrainer              | F-16B                    | 4              |                |                           |
| Hongdu JL-8                    | Volksrepublik China Pakistan      | Strahltrainer              |                          | 24             |                |                           |
| Hubschrauber                   |                                   |                            |                          |                |                |                           |
| Aérospatiale AS 332            | Frankreich Vereinigtes Königreich | Transporthubschrauber      | AS332AS532               | 10             |                |                           |
| Mil Mi-8                       | Sowjetunion                       | Mehrzweckhubschrauber      | Mi-17                    | 6              |                |                           |
| Mil Mi-28                      | Russland                          | Kampfhubschrauber          |                          |                |                | 10 Exemplare sind geplant |
| Enstrom F-28                   | Vereinigte Staaten                | Schulungshubschrauber      | 280                      | 2              |                |                           |
| Enstrom 480                    | Vereinigte Staaten                | Schulungshubschrauber      |                          | 12             | 4              |                           |

#### Waffensysteme
Luft-Luft-Raketen:
- AIM-9 L/P Sidewinder ()
- Wympel R-27 T/ET/R/ER ()
- Wympel R-73 ()
- Wympel R-77 ()
- PL-5E ()
- Python-4 ()

Luft-Boden-Raketen:
- Ch-29 L/T ()
- Ch-31P ()
- Ch-59M ()

Seezielflugkörper:
- CH-31A ()
- Exocet ()

### Luftabwehr

S-300WM Flugabwehrraketensystem bei einer Parade in Caracas

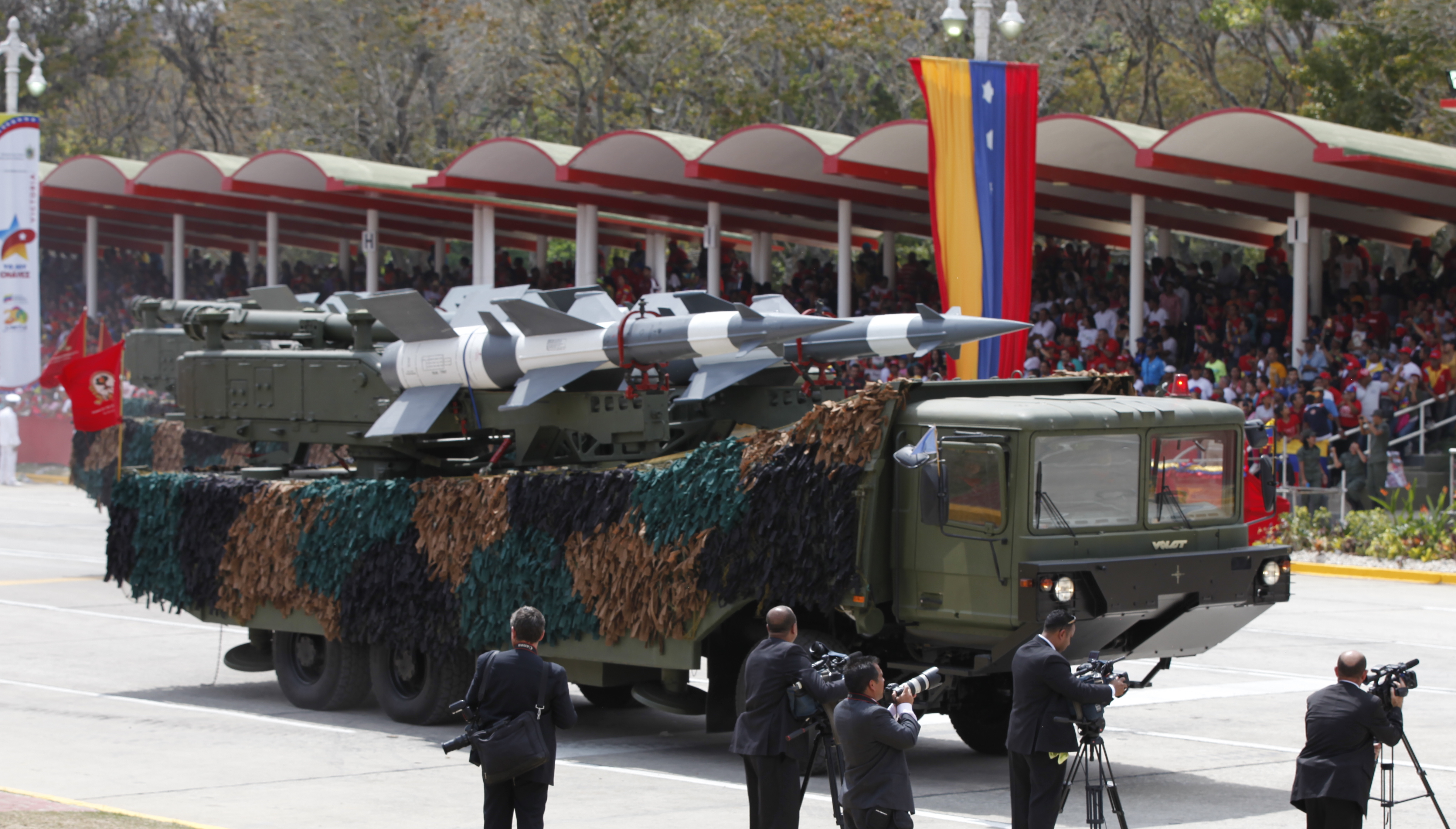
S-125 Pechora-2M bei einer Parade in Caracas

| Typ              | Herkunft                    | Funktion                    | Version    | Anzahl  | Anmerkungen                                    |
| ---------------- | --------------------------- | --------------------------- | ---------- | ------- | ---------------------------------------------- |
| S-300W Antei-300 | Sowjetunion                 | Boden-Luft-Lenkwaffensystem | S-300WM    | 12      |                                                |
| 9K37 Buk         | Sowjetunion                 | Boden-Luft-Lenkwaffensystem | Buk-M2E    | 9       |                                                |
| S-125 Newa       | Sowjetunion                 | Boden-Luft-Lenkwaffensystem | Pechora-2M | 44      |                                                |
| 9K38 Igla        | Sowjetunion                 | MANPADS                     | Igla-S     |         |                                                |
| Mistral          | Frankreich                  | MANPADS                     |            |         |                                                |
| Robotsystem 70   | Schweden                    | MANPADS                     |            |         |                                                |
| AMX-13           | Frankreich Venezuela        | Flugabwehrpanzer            | Rafaga     | 6+      | Venezolanische Version mit zwei 40 mm Kanonen. |
| M42 Duster       | Vereinigte Staaten          | Flugabwehrpanzer            |            | 6       |                                                |
| TCM-20           | Israel                      | Flugabwehrwaffe             |            | 114     |                                                |
| SU-23            | Sowjetunion                 | Flugabwehrkanone            |            | ca. 200 |                                                |
| Bofors-Geschütz  | Schweden Vereinigte Staaten | Flugabwehrkanone            | L/70M1     | 114+    |                                                |